# Ivan Bujanović
Ivan Bujanović (ur. 26 marca 1852 w Piškorevci, zm. 28 marca 1927 w Zagrzebiu) – chorwacki teolog i językoznawca.

## Życiorys
Na uniwersytetach w Wiedniu i Zagrzebiu studiował germanistykę i slawistykę. Od 1882 roku był wykładowcą teologii na zagrzebskim wydziale teologicznym. Pełnił funkcję rektora i parokrotnie dziekana. Jako pierwszy opisał po chorwacku najważniejsze elementy teologii dogmatycznej.

## Wybrane publikacje
(opracowano na podstawie materiału źródłowego)
- Eshatologija (1894)
- Sveti sakramenti (I–II, 1895–1898)
- Mariologija… (1899)
- Kristologija i soteriologija… (1922)